# Zebroide

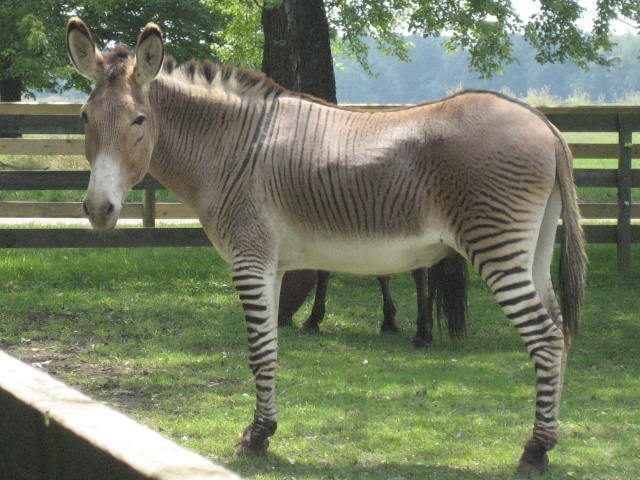
Un híbrido de cebra y burro

Un zebroide o cebroide es un animal híbrido obtenido del cruce de una cebra con cualquier otro équido. En esencia, se trata de un híbrido de cebra. El padre de un zebroide es generalmente una cebra macho. No obstante, existen híbridos de este tipo que han nacido del cruce de una cebra hembra con algún otro équido macho, aunque no son casos ordinarios.
Los zebroides han sido criados desde el siglo XIX. Charles Darwin registró algunos de ellos en sus trabajos.
Existieron dos especies similares a los cebroides, pero siendo especie y no híbridos:
- El quagga africano, cuyo aspecto intenta actualmente recuperarse con híbridos.
- El encebro o zebro que se extinguió en la Edad de Hierro.

## Tipos de zebroides
Zebroide es el nombre genérico para todos los híbridos de la cebra. A continuación, se lista algunos tipos de zebroides.
- Cruce de cebra con caballo: cebrallo.
- Cruce de cebra con asno: cebrasno.
- Cruce de cebra con poni: cebroni.

## Apariencia

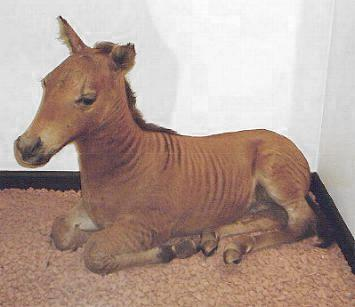
Potro híbrido de cebra y caballo similar a un quagga, Museo Zoológico de Walter Rothschild, Tring, Inglaterra.

Aunque los zebroides tienen rayas como una cebra, físicamente se parecen a sus otros progenitores équidos. Las rayas, por lo general, no cubren todo el cuerpo de éstos y puede que solo se encuentren o bien en sus patas , o bien en la parte superior de su cuerpo o en la posterior de su cuello. Si el équido con el que se junta la cebra es un animal manchado, moteado, pío o picazo (tal como un caballo roano, un appaloosa, o uno pinto), es posible que este patrón lo herede el zebroide; en ese caso, las rayas habitualmente se ubican en las zonas manchadas o de color. Su nombre alternativo de «cebra dorada» tiene que ver con la mixtura de rayas, propias de una cebra, con el color castaño de un caballo que, en algunos de estos animales, les da la apariencia externa de una cebra de pelaje marrón claro u obscuro, como un quagga. Por su parte, los zebrasnos comúnmente tienen una raya dorsal (en el lomo) y otra ventral (en la panza).
Como cabalgadura, es más fácil encontrarle los arreos apropiados a un zebroide que a una cebra, ya que estas últimas tienen una complexión física diferente a la de un caballo o burro, mientras que a un zebroide le puede quedar mejor la montura de alguna de estas caballerías. Sin embargo, es común que los zebroides tiendan a ser más temperamentales que los caballos de raza pura y, por ende, puede ser más difícil su manejo.

## Zebroides notables
Actualmente, varios zebroides son criados como animales de monta y de tiro, mientras que otros son la curiosidad de circos y parques zoológicos.
- En 1815, Lord Morton cruzó un quagga macho con una yegua árabe de color castaño. El resultado fue un híbrido hembra que se parecía a ambos progenitores.
- En «El origen de las especies» (1859), Charles Darwin menciona cuatro dibujos en color de híbridos entre burro y cebra.
- En su libro La variación de animales y de plantas bajo domesticación, Darwin también da cuenta de un espécimen de híbrido entre burro y cebra del Museo Británico, pues tenía rayas a sus costados. Además, de un inaudito «triple híbrido» de una yegua con un híbrido de burro y cebra exhibido en el Zoológico de Londres. Para que esto hubiese ocurrido, habría sido necesario que el zebrasno (es decir, el híbrido) padre de este triple híbrido, hubiese sido fértil.
- Durante las Guerras de los bóeres, los afrikáneres cruzaron cebras de Chapman (Equus burchelli antiquorum) con ponis para usar como animales de transporte. Esto porque las cebras son resistentes a la enfermedad del sueño, pero los caballos y ponis comunes, no; por lo que era de esperarse que las «mulas de cebra» heredarían esta resistencia.
- A principios del siglo XX, fueron cruzadas zebras de Grevy con burros somalíes.
- El gobierno de los Estados Unidos produjo algunos zebrallos y fue publicado en «Genética en relación con la agricultura» de EB Babcock y RE Clausen, a principios del siglo XX. Esto era un experimento de investigación acerca de herencia y telegonía.
- En un artículo de The New York Times, del 16 de junio de 1973, aparece el caso de un nacimiento de una cruza entre una cebra y un burro en el zoológico de Jerusalén, a la que dieron el nombre de hamzab.
- En la década de 1970, el Zoo de Colchester en Inglaterra nacieron algunos zebrasnos, al principio accidentalmente y, más tarde, con el propósito de crear bestias de carga resistentes a las enfermedades. El experimento fue interrumpido cuando el zoo adoptó una actitud más conservacionista.
- En 2005, una cebra hembra de Burchell parió un zebrasno engendrado con un burro en una plantación serrana en la parroquia de Santo Tomás, Barbados. Caso notable, ya que normalmente las cebras machos son los padres de un zebrasno.
- En 2007, una cebra hembra y un caballo engendraron un zebroide llamado Eclyse, el cual muestra un inusual pelaje de manchas,[1][2] posiblemente porque su padre era un caballo picazo.

## En la cultura popular
En la ciudad mexicana de Tijuana, Baja California, el zonkey o «burro cebra», un burro pintado con líneas como la cebra y que hace alusión al zebroide, forma parte del paisaje urbano en el centro histórico de la ciudad desde el siglo XX, y se ha convertido en imagen de un equipo de baloncesto de la mencionada ciudad fronteriza.
La serie animada de Nickelodeon El tigres: las aventuras de Manny Rivera aparece esta especie de Burro Cebra que Manny lo adoptó como su mejor amigo hasta matándolo comiendo bananas que lo había envenenado. Gracias a revivirlo con la guitarra de Santana que uso su amiga Frida, burro cebra vuelve a la vida como un zombie, por lo cual provoca la ira de Santana por robarla donde burro cebra se sacrificó por derrotarla y ser revivido nuevamente para estar con sus amigos.